# Награды Приморского края
Награды Приморского края — награды субъекта Российской Федерации учреждённые Администрацией Приморского края, согласно Уставу Приморского края от 6 октября 1995 года № 14-КЗ (Гл.4, Ст.29, п.2, п/п.15) и Закона Приморского края от 4 июня 2014 года № 436-КЗ «О наградах Приморского края».
Награды предназначены для поощрения государственных и муниципальных служащих, творческих и научных деятелей, работников учреждений, организаций и предприятий Приморского края, военнослужащих, сотрудников силовых ведомств, а также иных граждан Российской Федерации и граждан иностранных государств, за заслуги перед Приморским краем.

## Перечень наград Приморского края

### Знак особого отличия
| Изображение награды | Наименование награды                                                | Дата учреждения      | Правила награждения | Источник |
| ------------------- | ------------------------------------------------------------------- | -------------------- | --- | --- |
|                     | Знак особого отличия «Герой Приморья» ––– (Звание «Герой Приморья») | 20 декабря 2022 года | Знаком особого отличия Приморского края «Герой Приморья» награждаются граждане Российской Федерации за заслуги перед государством, связанные с совершением геройского подвига в ходе вторжения России на Украину. Ходатайство о награждении знаком особого отличия Приморского края «Герой Приморья» возбуждается главнокомандующими видами Вооруженных Сил Российской Федерации, командующими родами войск Вооруженных Сил Российской Федерации, командующим войсками Восточного военного округа и начальниками центральных органов военного управления Министерства обороны Российской Федерации. Лицам, награждённым знаком особого отличия Приморского края «Герой Приморья», выплачивается единовременное денежное поощрение в размере 1149425 рублей. | Закон Приморского края от 20 декабря 2022 года № 257-КЗ «О внесении изменений ...» ––– Постановление губернатора Приморского края от 27 мая 2020 года № 73-пг «Об утверждении Порядка и условий предоставления краевой денежной выплаты ...» --- |

### Почётные звания
| Изображение награды                         | Наименование награды                                                                                            | Дата учреждения                           | Правила награждения | Источник |
| ------------------------------------------- | --- | ----------------------------------------- | --- | --- |
|                                             | Почётный знак «Почётный гражданин Приморского края» ––– (Почётное звание «Почётный гражданин Приморского края») | 22 октября 2003 года ––– 7 июня 2018 года | Почётным знаком Приморского края «Почётный гражданин Приморского края» награждаются граждане Российской Федерации, постоянно проживающие на территории Приморского края и имеющие стаж работы на территории Приморского края не менее 25 лет, достигшие высоких показателей в производственной, общественной и иной деятельности, внёсшие значительный личный вклад в социально-экономическое развитие Приморского края и повышение благосостояния его жителей, имеющие широкое общественное признание. Награждение почётным знаком производится при наличии у представляемого к награждению лица государственной награды Российской Федерации, РСФСР, СССР или награды Приморского края. Лицам, награждённым почётным знаком, выплачивается единовременное денежное поощрение в размере 80460 рублей. | Закон Приморского края от 8 июня 2004 года № 120-КЗ «Об установлении Почётного звания ...» ––– Закон Приморского края от 7 июня 2018 года № 286-КЗ «О внесении изменений ...» |
| Образец нагрудного знака к Почётным званиям | Почётные звания Приморского края                                                                                | 7 июня 2018 года                          | Почётные звания Приморского края учреждены для поощрения граждан за заслуги и большой личный вклад в социально-экономическое и культурное развитие Приморья, высокое профессиональное мастерство и добросовестный труд, способствующие развитию региона. Почётные звания присваиваются лицам, внёсшим значительный вклад в сфере своей профессиональной деятельности. В настоящее время учреждены следующие звания: - Почётный журналист Приморского края; - Почётный строитель Приморского края; - Почётный шахтер Приморского края; - Почётный энергетик Приморского края; - Почётный юрист Приморского края; - Почётный работник агропромышленного комплекса Приморского края; - Почётный работник жилищно-коммунального хозяйства Приморского края; - Почётный работник здравоохранения Приморского края; - Почётный работник культуры Приморского края; - Почётный работник лесного хозяйства Приморского края; - Почётный работник образования Приморского края; - Почётный работник рыбного хозяйства Приморского края; - Почётный работник связи Приморского края; - Почётный работник социальной защиты населения Приморского края; - Почётный работник судостроения Приморского края; - Почётный работник торговли и сферы обслуживания Приморского края; - Почётный работник транспорта Приморского края; - Почётный работник физической культуры и спорта Приморского края. | Закон Приморского края от 7 июня 2018 года № 286-КЗ «О внесении изменений в закон Приморского края "О наградах Приморского края"»                                             |

### Почётные знаки
| Изображение награды | Наименование награды                                      | Дата учреждения                                 | Правила награждения | Источник |
| ------------------- | --------------------------------------------------------- | ----------------------------------------------- | --- | --- |
|                     | Почётный знак «Почётный житель Приморского края»          | 4 июня 2014 года --- Упразднён 7 июня 2018 года | Почётным знаком Приморского края «Почётный житель Приморского края» награждались граждане Российской Федерации постоянно проживающие на территории Приморского края, имеющие стаж работы на территории Приморского края не менее 25 лет, достигшие высоких показателей в производственной, общественной и иной деятельности, внесшие значительный личный вклад в социально-экономическое развитие Приморского края и повышение благосостояния его жителей, имеющие широкое общественное признание. Награждение почётным знаком производилось при наличии у представляемого к награждению лица государственной награды Российской Федерации или награды Приморского края. | Закон Приморского края от 4 июня 2014 года № 436-КЗ «О наградах Приморского края» (без изменений) ––– Закон Приморского края от 7 июня 2018 года № 286-КЗ «О внесении изменений ...» |
|                     | Почётный знак «Родительская доблесть» I, II и III степени | 4 июня 2014 года                                | Почётным знаком Приморского края «Родительская доблесть» награждаются граждане Российской Федерации, постоянно проживающие на территории Приморского края, состоящие в зарегистрированном браке, либо гражданин Российской Федерации, постоянно проживающий на территории Приморского края, которые (который) достойно воспитали (воспитал) пятерых и более детей - граждан Российской Федерации, не менее двух из которых на момент возбуждения ходатайства о награждении почётным знаком являются несовершеннолетними. Награждение почётным знаком производится при условии, что представленные (представленный) к награде граждане (гражданин) ведут (ведет) здоровый образ жизни, обеспечивают (обеспечивает) высокий уровень заботы о здоровье, образовании, физическом, духовном и нравственном развитии детей, полное и гармоничное развитие их личности, подают (подает) пример в укреплении института семьи и воспитании детей. При награждении почётным знаком учитываются также дети, усыновленные в установленном действующим законодательством порядке; погибшие или пропавшие без вести при защите Отечества и охране государственных интересов, при исполнении обязанностей военной службы и охраны правопорядка, погибшие при спасении человеческой жизни, а также умершие вследствие ранения, контузии, увечья или заболевания, полученных при вышеуказанных обстоятельствах, либо вследствие трудового увечья или профессионального заболевания, полученных по вине работодателя. Почётный знак имеет три степени: - почётным знаком III степени - награждаются граждане (гражданин), достойно воспитавшие (воспитавший) 5 - 6 детей, при условии достижения последним ребёнком возраста 10 лет; - почётным знаком II степени - награждаются граждане (гражданин), достойно воспитавшие (воспитавший) 7 - 8 детей, при условии достижения последним ребёнком возраста 5 лет; - почётным знаком I степени - награждаются граждане (гражданин), достойно воспитавшие (воспитавший) 9 и более детей, при условии достижения последним ребёнком возраста 3 лет. | Закон Приморского края от 4 июня 2014 года № 436-КЗ «О наградах Приморского края» ---                                                                                                |
|                     | Почётный знак «Семейная доблесть»                         | 28 июля 2020 года                               | Почётным знаком Приморского края «Семейная доблесть» награждаются граждане Российской Федерации, постоянно проживающие на территории Приморского края не менее 10 лет, состоящие в зарегистрированном браке не менее 50 лет, создавшие социально ответственную семью, основанную на взаимной любви, заботе и уважении друг к другу, достойно воспитавшие детей (ребенка) и подающие пример в укреплении традиционных семейных ценностей. Почётным знаком награждаются граждане, в связи с наступлением юбилейной даты регистрации их брака (50-летия, 55-летия, 60-летия, 65-летия, 70-летия). Одному из награждённых почётным знаком граждан, состоящих в зарегистрированном браке, по их выбору выплачивается единовременное денежное поощрение. | Закон Приморского края от 4 июня 2014 года № 436-КЗ «О наградах Приморского края» ––– Закон Приморского края от 28 июля 2020 года № 850-КЗ «О внесении изменений ...» ---            |

### Медали
| Изображение награды | Наименование награды                                             | Дата учреждения       | Правила награждения | Источник |
| ------------------- | ---------------------------------------------------------------- | --------------------- | --- | --- |
|                     | Медаль «За особый вклад в развитие Приморского края» I степени   | 7 июня 2018 года      | Медалью «За особый вклад в развитие Приморского края» награждаются граждане Российской Федерации, иностранные граждане, лица без гражданства за особый вклад в социально-экономическое развитие Приморского края. Медаль имеет три степени: I, II и III. Высшей степенью медали является I степень. Награждение медалью осуществляется последовательно - от низшей степени (III) к высшей (I). Гражданам Российской Федерации, награждённым медалью, выплачивается единовременное денежное поощрение: - I степени — в размере 68966 рублей; - II степени — в размере 45200 рублей; - III степени — в размере 22600 рублей. | Закон Приморского края от 7 июня 2018 года № 286-КЗ «О внесении изменений в закон Приморского края "О наградах Приморского края"» |
|                     | Медаль «За особый вклад в развитие Приморского края» II степени  | 7 июня 2018 года      | См. «Правила награждения медалью I степени». | Закон Приморского края от 7 июня 2018 года № 286-КЗ «О внесении изменений ...»                                                    |
|                     | Медаль «За особый вклад в развитие Приморского края» III степени | 7 июня 2018 года      | См. «Правила награждения медалью I степени». | Закон Приморского края от 7 июня 2018 года № 286-КЗ «О внесении изменений ...»                                                    |
|                     | Медаль «Участнику специальной военной операции. Отряд «Тигр»     | 12 октября 2022 года  | Медалью Приморского края «Участнику специальной военной операции. Отряд «Тигр» награждаются граждане Российской Федерации — добровольцы добровольческого отряда «Тигр» за воинскую доблесть, отвагу и самоотверженность, проявленные в боевых действиях в ходе вторжения России на Украину. Ходатайство о награждении медалью Приморского края «Участнику специальной военной операции. Отряд «Тигр» возбуждается региональным отделением общероссийской общественно-государственной организации «Добровольное общество содействия армии, авиации и флоту России» Приморского края. Лицам, награждённым медалью Приморского края «Участнику специальной военной операции. Отряд «Тигр», выплачивается единовременное денежное поощрение в размере 57472 рублей. | Закон Приморского края от 12 октября 2022 года № 215-КЗ «О внесении изменений ...» ---                                            |
|                     | Медаль «За содействие специальной военной операции»              | 27 сентября 2023 года | Медалью Приморского края «За содействие специальной военной операции» награждаются граждане Российской Федерации, внёсшие значительный вклад на территории Приморского края в обеспечение материальными средствами участников российского вторжения на Украину. Лицам, награждённым медалью Приморского края «За содействие специальной военной операции», выплачивается единовременное денежное поощрение в размере 33 900 рублей. Медаль Приморского края «За содействие специальной военной операции» вручается в комплекте с лацканным значком и футляром к ним. | Закон Приморского края от 27 сентября 2023 года № 419-КЗ «О внесении изменений ...» ---                                           |

### Знаки отличия
| Изображение награды | Наименование награды                                    | Дата учреждения     | Правила награждения | Источник |
| ------------------- | ------------------------------------------------------- | ------------------- | --- | --- |
|                     | Знак отличия «Приморье. За заслуги»                     | 4 июня 2014 года    | Знаком отличия Приморского края «Приморье. За заслуги» награждаются граждане Российской Федерации за вклад в развитие экономики, производства, науки, техники, культуры, искусства, образования, здравоохранения, спорта, охраны окружающей среды, за выдающиеся заслуги в обеспечении законности, правопорядка и общественной безопасности, за благотворительную, государственную и иную деятельность, имеющую широкое общественное признание, способствующую повышению авторитета и престижа Приморского края. Награждение знаком отличия производится при наличии у представляемого лица поощрения федеральных органов государственной власти, органов государственной власти Приморского края. | Закон Приморского края от 4 июня 2014 года № 436-КЗ «О наградах Приморского края»                                                                                  |
|                     | Знак отличия «Морская звезда»                           | 4 июня 2014 года    | Знаком отличия Приморского края «Морская звезда» награждаются граждане Российской Федерации, постоянно проживающие на территории Приморского края и имеющие стаж профессиональной деятельности не менее 20 лет: - за заслуги в области изучения водных объектов, внедрения передовых технологий, научно-исследовательских и опытно-конструкторских разработок для освоения и использования водных объектов в интересах социально-экономического развития Приморского края; - за заслуги в области изучения водных биологических ресурсов, внедрения новой ресурсосберегающей и экологически безопасной техники для добычи, переработки, увеличения продуктивности, разведения и воспроизводства водных биологических ресурсов; - за вклад в охрану водных биологических ресурсов, в защиту и сохранение среды обитания водных биологических ресурсов; - за вклад в развитие системы водного транспорта, обеспечение безопасности движения, улучшение организации грузовых и пассажирских перевозок на водных объектах. | Закон Приморского края от 4 июня 2014 года № 436-КЗ «О наградах Приморского края»                                                                                  |
|                     | Знак отличия «За безупречную службу Приморскому краю»   | 10 ноября 2020 года | Знаком отличия Приморского края «За безупречную службу Приморскому краю» награждаются граждане Российской Федерации, постоянно проживающие на территории Приморского края, замещающие государственные должности Приморского края, должности государственной гражданской службы Приморского края в государственных органах Приморского края, муниципальные должности и должности муниципальной службы в муниципальных органах муниципальных образований Приморского края и имеющие стаж службы на территории Приморского края не менее 20 лет, за достижение высоких результатов в профессиональной служебной деятельности: - значительный вклад в социально-экономическое развитие края; - заслуги в решении вопросов государственного и местного значения; - личный вклад в обеспечение выполнения задач и реализации полномочий, возложенных на государственный орган Приморского края, муниципальный орган муниципального образования Приморского края, в котором представляемый к награждению замещает должность; - проявленные инициативы и творческий подход в профессиональной служебной деятельности; - достижение эффективных результатов по внедрению новых форм и методов работы. При исчислении стажа службы учитываются периоды замещения государственных должностей Приморского края, муниципальных должностей в Приморском крае, стаж государственной и муниципальной службы в государственных органах и муниципальных органах муниципальных образований Приморского края. Награждение знаком отличия производится при наличии у представляемого лица поощрения федеральных органов государственной власти, Губернатора Приморского края, Законодательного Собрания Приморского края. Лицам, награждённым знаком отличия, выплачивается единовременное денежное поощрение. | Закон Приморского края от 4 июня 2014 года № 436-КЗ «О наградах Приморского края» ––– Закон Приморского края от 10 ноября 2020 № 930-КЗ «О внесении изменений ...» |
|                     | Знак отличия «За обеспечение законности и правопорядка» | 7 июня 2018 года    | Знаком отличия «За обеспечение законности и правопорядка» награждаются граждане Российской Федерации: - сотрудники федеральных органов исполнительной власти, органов исполнительной власти Приморского края, обеспечивающих законность, правопорядок и общественную безопасность в Приморском крае, постоянно проживающие на территории Приморского края и имеющие стаж профессиональной деятельности не менее 15 лет, за заслуги в обеспечении законности и правопорядка, безопасности дорожного движения, охране общественного порядка, защите прав и свобод человека и гражданина, борьбе с преступностью в Приморском крае; - народные дружинники, постоянно проживающие на территории Приморского края и являющиеся (являвшиеся) членами народной дружины не менее пяти лет, за выдающиеся заслуги в обеспечении законности, правопорядка и общественной безопасности. Награждение знаком отличия производится при наличии у представляемого лица поощрения федеральных органов государственной власти, Губернатора Приморского края, Законодательного Собрания Приморского края. Лицам, награждённым знаком отличия, выплачивается единовременное денежное поощрение. | Закон Приморского края от 7 июня 2018 года № 286-КЗ «О внесении изменений в закон Приморского края "О наградах Приморского края"»                                  |

### Памятные знаки
| Изображение награды | Наименование награды                                                       | Дата учреждения                | Правила награждения | Источник |
| ------------------- | -------------------------------------------------------------------------- | ------------------------------ | --- | --- |
|                     | Памятный знак «70 лет Приморскому краю»                                    | сентябрь 2008 года             | Памятный знак «70 лет Приморскому краю» учреждён администрацией Приморского края в ознаменование 70-летия образования Приморского края. Памятным знаком награждались граждане Российской Федерации и иностранные граждане за активное участие в деле развития и укрепления экономического, социального, оборонного, научного и культурного потенциала Приморья. Награждённым памятным знаком «70 лет Приморскому краю» вручался памятный знак и удостоверение установленного образца. | Положение о памятном знаке администрации Приморского края «70 лет Приморскому краю» ---                                                                                      |
|                     | Памятный знак «Граф Н.Н. Муравьёв-Амурский»                                | 21 августа 2009 года           | Памятный знак «Граф Н. Н. Муравьёв-Амурский» учреждён администрацией Приморского края в ознаменование 200-летия со дня рождения первого генерал-губернатора Приамурья и Восточной Сибири — Николая Николаевича Муравьёва-Амурского. Памятным знаком награждались граждане Российской Федерации и иностранные граждане за высокие достижения в сфере развития экономики, строительства, производства, науки, техники, культуры, искусства, воспитания и образования, здравоохранения, охраны окружающей среды, а также за обеспечение законности, правопорядка, общественной безопасности или иной деятельности, направленной на обеспечение благополучия региона. | Положение о памятном знаке администрации Приморского края «Граф Н. Н. Муравьёв-Амурский» ---                                                                                 |
|                     | Памятный знак «75 лет Приморскому краю»                                    | сентябрь 2013 года             | Памятный знак «75 лет Приморскому краю» учреждён администрацией Приморского края в ознаменование 75-летия образования Приморского края. Памятным знаком награждались граждане Российской Федерации и иностранные граждане за активное участие в деле развития и укрепления экономического, социального, оборонного, научного и культурного потенциала Приморья. Награждённым памятным знаком «75 лет Приморскому краю» вручался памятный знак и удостоверение установленного образца. | Положение о памятном знаке администрации Приморского края «75 лет Приморскому краю» ---                                                                                      |
|                     | Памятный знак «Участник строительства объектов саммита АТЭС»               | август 2012 года               | Памятным знаком «Участник строительства объектов саммита АТЭС» награждались граждане Российской Федерации и иностранные граждане за вклад в производство проектно-строительных работ, контроль над сроками работ, их научное и экспертное сопровождение, а также значительный личный вклад в строительство объектов саммита АТЭС 2012 года. Саммит АТЭС прошёл в 2012 году во Владивостоке и стал 24-й по счёту встречей лидеров государств АТЭС, которые заседали во Владивостоке со 2 по 9 сентября 2012 года. Еще с 2012 года было решено, что встреча лидеров произойдет на острове Русском. Это был первый саммит на территории Российской Федерации, и поэтому было принято решение провести его на высшем уровне. Практически все объекты на острове были возведены при непосредственном участии первого вице-премьер-министра И.И. Шувалова. Среди основных объектов были мосты Русский и Золотой, а также Дальневосточный федеральный университет. Всего же было возведено несколько десятков строительных объектов, что превратило подготовку к саммиту в глобальную стройку. | Положение о памятном знаке администрации Приморского края «Участник строительства объектов саммита АТЭС»                                                                     |
|                     | Памятный знак «80 лет Приморскому краю»                                    | 2017 год --- (Учреждён не был) | Памятный знак «80 лет Приморскому краю» планировался к учреждению администрацией Владимира Миклушевского, однако после прихода на должность губернатора Приморского края Андрея Тарасенко, был учреждён другой вариант — памятный знак «80 лет со дня образования Приморского края 1938 — 2018 гг.». | Положение и рисунок памятного знака «80 лет Приморскому краю» |
|                     | Памятный знак «80 лет со дня образования Приморского края 1938 — 2018 гг.» | 13 февраля 2018 года           | Памятный знак «80 лет со дня образования Приморского края 1938 — 2018 гг.» учреждён администрацией Приморского края в ознаменование 80-летия образования Приморского края. Памятным знаком награждались граждане Российской Федерации и иностранные граждане за активное участие в деле развития и укрепления экономического, социального, оборонного, научного и культурного потенциала Приморья. Награждённым памятным знаком «80 лет со дня образования Приморского края 1938 — 2018 гг.» вручался памятный знак и удостоверение установленного образца. | Распоряжение администрации Приморского края от 13 февраля 2018 года № 37-ра «Об учреждении памятного знака "80 лет со дня образования Приморского края 1938 - 2018 гг."» --- |
|                     | Памятный знак «Приморский край 80 лет. 1938 — 2018»                        | 2018 год                       | Памятный знак «Приморский край 80 лет. 1938 — 2018» учреждён администрацией Приморского края в ознаменование 80-летия образования Приморского края в дополнение к официальному памятному знаку. | Положение о памятном знаке «Приморский край 80 лет. 1938 — 2018» |

### Грамоты и благодарности
| Изображение награды | Наименование награды | Дата учреждения      | Правила награждения | Источник |
|                     | Почётная грамота Законодательного собрания Приморского края                                                                | 31 октября 2001 года | Почётная грамота Законодательного Собрания Приморского края является формой поощрения в знак признания заслуг перед Приморским краем: - за значительные достижения в сфере экономики и производства, строительства, науки и техники, культуры, искусства, спорта, воспитания и образования, охраны здоровья в Приморском крае; - за существенный вклад в развитие законодательства Приморского края, парламентаризма в Приморском крае и межпарламентских связей, в развитие местного самоуправления в Приморском крае; - за особый вклад в осуществление мер по обеспечению и защите прав и свобод граждан; - за активное участие в благотворительной и иной общественной деятельности, направленной на достижение экономического, социального и культурного благополучия Приморского края; - за высокие достижения в профессиональной деятельности и в связи с торжественными датами. | Постановление от 31 января 2013 года № 537 «О Почётной грамоте Законодательного собрания Приморского края и Благодарности Законодательного собрания Приморского края» |
|                     | Благодарность Законодательного собрания Приморского края                                                                   | 31 января 2013 года  | Благодарность Законодательного Собрания Приморского края является формой поощрения за высокие достижения в профессиональной деятельности, вклад в социально-экономическое развитие Приморского края, активное участие в общественной жизни Приморского края, иные особые заслуги. | Постановление от 31 января 2013 года № 537 «О Почётной грамоте Законодательного собрания Приморского края и Благодарности Законодательного собрания Приморского края» |
|                     | Почётная грамота Губернатора Приморского края                                                                              | 23 мая 2003 года     | Почётная грамота Губернатора Приморского края являются формой поощрения за заслуги в сферах экономической, научно-технической, социально-культурной, общественно-политической жизни Приморского края, а также за заслуги в укреплении законности и правопорядка на территории Приморского края, за особое отличие при исполнении служебного долга. Почётной грамотой награждаются граждане за: - многолетний добросовестный труд (не менее 10 лет в одной из сфер); - конкретный вклад в развитие отрасли, предприятия; - за активную и результативную профессиональную деятельность; - по случаю юбилейных дат рождения (50 лет, 60 лет и каждые последующие 10 лет со дня рождения; для женщин, кроме названных — 55 лет); - по случаю юбилеев предприятий, организаций и учреждений (10 лет и каждые последующие 10 лет со дня основания).                                           | Постановление от 23 мая 2003 года № 166 «Об утверждении Положения о Почётной грамоте и Благодарности Губернатора Приморского края» |
|                     | Благодарность Губернатора Приморского края                                                                                 | 23 мая 2003 года     | Благодарность Губернатора Приморского края являются формой поощрения за заслуги в сферах экономической, научно-технической, социально-культурной, общественно-политической жизни Приморского края, а также за заслуги в укреплении законности и правопорядка на территории Приморского края, за особое отличие при исполнении служебного долга. Перечень заслуг, за которые выражается Благодарность Губернатора Приморского края, аналогичен Почётной грамоте Губернатора Приморского края. | Постановление от 23 мая 2003 года № 166 «Об утверждении Положения о Почётной грамоте и Благодарности Губернатора Приморского края» |
|                     | Почётная грамота Администрации Приморского края                                                                            | 2000 год             | Почётной грамотой Администрации Приморского края награждаются лица за заслуги перед Администрацией Приморского края. | Постановление об утверждении Положения о Почётной грамоте Администрации Приморского края |
|                     | Почётные грамоты департаментов и управлений Приморского края                                                               | *                    | Почётные грамоты департаментов и управлений Приморского края вручаются за заслуги в областях подконтрольных соответствующим структурам Приморского края. | Почётная грамота и благодарность департамента культуры Приморского края Почётная грамота департамента сельского хозяйства и продовольствия Приморского края Почётная грамота департамента здравоохранения Приморского края Почётная грамота департамента образования и науки Приморского края, благодарность департамента образования и науки Приморского края |
|                     | Почётная грамота Думы города Владивостока, --- Благодарность Думы города Владивостока, --- Диплом Думы города Владивостока | 3 апреля 2013 года   | Почётной грамотой, благодарностью и дипломом Думы города Владивостока награждаются: - за достижения в сфере экономической, научно-технической, социально-культурной, общественно-политической и иных сферах жизни города Владивостока, укрепления законности и правопорядка на территории города Владивостока; - за особый вклад в развитие образования, здравоохранения, искусства, архитектуры и градостроительства, развитие местного самоуправления на территории города Владивостока, осуществление мер по обеспечению и защите прав и свобод граждан; - за активное участие в нормотворческой, благотворительной и иной общественной деятельности, направленной на достижение экономического, социального и культурного благополучия города Владивостока; - за многолетний добросовестный труд или муниципальную службу (не менее 10 лет).                                        | Решение от 3 апреля 2013 года № 60 «Об утверждении Положения о Почётной грамоте Думы города Владивостока, Благодарности Думы города Владивостока, Дипломе Думы города Владивостока» |

## Награды города Владивостока
Награды города Владивостока — награды используемые (наряду с наградами Приморского края) для награждения жителей краевого центра — города Владивостока.
Награды учреждаются Решениями Думы города Владивостока и утверждаются Главой города Владивостока.
Городские награды являются формой поощрения граждан и организаций за заслуги в экономике, совершенствовании системы городского самоуправления, жилищно-коммунальном хозяйстве, науке, культуре, спорте, искусстве, военной службе и за иные заслуги перед городом Владивостоком.

### Высшая награда
| Изображение награды                 | Наименование награды                            | Дата учреждения    | Правила награждения | Источник |
| ----------------------------------- | ----------------------------------------------- | ------------------ | --- | --- |
| Нагрудный знак Почётного гражданина | Звание «Почётный гражданин города Владивостока» | 21 марта 2002 года | Звание «Почётный гражданин Владивостока» учреждено в целях признания выдающихся заслуг граждан перед городом Владивостоком, поощрения их деятельности, направленной на пользу города, обеспечение его благополучия и процветания. Основанием для присвоения Звания являются: - достижения в государственной, производственной, научно-исследовательской, социально-культурной, общественной, благотворительной и иной деятельности, способствующей улучшению условий жизни населения города Владивостока, социально-экономическому развитию города Владивостока; - общепризнанный личный вклад в дело подготовки высококвалифицированных кадров, воспитание подрастающего поколения, духовное и нравственное развитие общества, поддержание законности и правопорядка; - проявление личного мужества и героизма на благо города Владивостока. | Решение Думы города Владивостока от 21 марта 2002 года № 79 "О звании «Почётный гражданин города Владивостока» --- Положение о звании «Почётный гражданин города Владивостока» |

### Знаки отличия
| Изображение награды | Наименование награды                                     | Дата учреждения   | Правила награждения | Источник |
| ------------------- | -------------------------------------------------------- | ----------------- | --- | --- |
|                     | Знак отличия «За заслуги перед Владивостоком» I степени  | 28 июня 2005 года | Награждение знаком отличия «За заслуги перед Владивостоком» I и II степени производится за существенный вклад в социально-экономическое и культурное развитие города Владивостока. Знаком отличия награждаются граждане Российской Федерации, иностранные граждане и лица без гражданства. Награждённым знаком отличия «За заслуги перед Владивостоком» I или II степени вручается знак соответствующей степени и удостоверение установленного образца. | Постановление от 28 июня 2005 года № 749 «Об учреждении знака отличия „За заслуги перед Владивостоком“ I и II степени» --- |
|                     | Знак отличия «За заслуги перед Владивостоком» II степени | 28 июня 2005 года | См. «Правила награждения знаком отличия „За заслуги перед Владивостоком“ I степени». | Постановление от 28 июня 2005 года № 749 «Об учреждении знака отличия „За заслуги перед Владивостоком“ I и II степени» --- |

### Медали
| Изображение награды | Наименование награды                 | Дата учреждения      | Правила награждения | Источник |
| ------------------- | ------------------------------------ | -------------------- | --- | --- |
|                     | Медаль «За заслуги»                  | 2010 год             | Медалью «За заслуги» награждаются лица за особые заслуги перед Администрацией города Владивостока. | Положение о медали «За заслуги»                                                                                      |
|                     | Медаль «За вклад в развитие города»  | 14 декабря 2006 года | Медалью «За вклад в развитие города» награждаются граждане Российской Федерации, иностранные граждане, лица без гражданства, производственные, научные, творческие коллективы, профессиональная и общественная деятельность которых принесла значимые для города Владивостока результаты в экономической, научно-исследовательской, культурной, общественной либо в других областях деятельности. | Муниципальный правовой акт от 14 декабря 2006 года «О медали „За вклад в развитие города“» ---                       |
|                     | Медаль «За безупречный труд»         | 14 декабря 2006 года | Медалью «За безупречный труд» награждаются граждане Российской Федерации, иностранные граждане, лица без гражданства за безупречное и ответственное исполнение должностных обязанностей, проявленную инициативу и творческий подход к труду, высокий профессионализм, значительные трудовые достижения в отраслях экономики, науки, культуры, просвещения, здравоохранения города Владивостока, в различных областях трудовой деятельности, в осуществлении мер по обеспечению законности, прав и свобод граждан.                                | Муниципальный правовой акт города Владивостока от 20 декабря 2006 года № 67-МПА «О медали „За безупречный труд“» --- |
|                     | Медаль «За преданность Владивостоку» | 2010 год             | Медалью «За преданность Владивостоку» награждаются граждане за заслуги в области культуры, просвещения, гуманитарных наук, литературы и искусства, за большой вклад в изучение и сохранение культурного наследия, в сближении и взаимообогащении культур наций и народностей, на данный момент или некогда проживавших на территории Приморского края, внесшие большой вклад в дело развития и благоустройства города, посвятившие изучению истории Приморского края и Владивостока долгие годы и достигшие в этой области значительных успехов. | Положение о медали «За преданность Владивостоку» Архивная копия от 26 сентября 2020 на Wayback Machine ---           |

### Памятные и юбилейные награды
| Изображение награды | Наименование награды                               | Дата учреждения                | Правила награждения | Источник |
| ------------------- | -------------------------------------------------- | ------------------------------ | --- | --- |
|                     | Юбилейная медаль «145 лет Владивостоку»            | 2005 год                       | Юбилейная медаль «В память 145-летия образования Владивостока» была учреждена в ознаменование 145-летнего юбилея столицы Приморья — города Владивостока. Ею награждались лица, внёсшие своим трудом значительный вклад в развитие города Владивостока. Медалью награждались граждане за многолетний добросовестный труд (не менее 5 лет в одной из сфер деятельности), конкретный вклад в развитие отрасли, предприятия, активную и результативную профессиональную деятельность. | О медали «145 лет Владивостоку» в энциклопедии Владивостока ---                                                                                 |
|                     | Памятная медаль «Владивостоку 150 лет»             | 2003 год --- (Учреждён не был) | Памятная медаль «Владивостоку 150 лет» была задумана как юбилейная медаль к 150-й годовщине города. Её история началась в 2003 году, когда мэр Юрий Копылов обратился к известному владивостокскому фалеристу Сергею Шишкову с просьбой разработать эскиз и положение к медали. Эскиз был выполнен, на деньги Шишкова была отчеканена пробная партия медалей и отпечатана партия удостоверений (за подписью Копылова) к ним. По некоторым данным, заказ не был оплачен Администрацией Копылова. До 2010 года градоначальник успел смениться дважды, в итоге к юбилею города был утверждён уже другой проект — памятный знак «150 лет Владивостоку». | О памятной медали «Владивостоку 150 лет» в энциклопедии Владивостока ---                                                                        |
|                     | Памятный знак «150 лет Владивостоку»               | 1 июля 2010 года               | Памятным знаком «150 лет Владивостоку» награждаются лица, внёсшие своим трудом значительный вклад в развитие города Владивостока в сферах экономической, научно-технической, социально-культурной, общественно-политической жизни, в укрепление законности и правопорядка на территории Владивостокского городского округа, а также за личный вклад в развитие образования, здравоохранения, искусства, местного самоуправления, архитектуры и градостроительства, укрепление культурных и внешнеэкономических связей города. Знаком награждаются граждане за многолетний добросовестный труд (не менее 5 лет в одной из сфер деятельности), конкретный вклад в развитие отрасли, предприятия, активную и результативную профессиональную деятельность.                                      | Постановление от 1 июля 2010 года № 743 «Об учреждении памятного знака „150 лет Владивостоку“» ---                                              |
|                     | Нагрудный знак «150 лет Владивостоку»              | 2010 год                       | Нагрудным знаком «150 лет Владивостоку» награждаются жители города Владивостока и Приморского края: - участники Великой Отечественной войны 1941—1945 годов; - труженики тыла, работавшие в период Великой Отечественной войны 1941—1945 годов в Приморском крае не менее шести месяцев либо награждённые орденами и медалями СССР за самоотверженный труд в Великой Отечественной войне 1941—1945 годов; - ветераны труда, посвятившие работе на градообразующих предприятиях Владивостока значительную часть жизни; - граждане, принявшие активное участие в наполнении сайта, посвящённого 150-летию Владивостока (www.vl150.ru), предоставившие уникальные материалы и фотографии. | Положение о нагрудном знаке «150 лет Владивостоку» Архивная копия от 27 сентября 2020 на Wayback Machine                                        |
|                     | Памятная медаль «150-летие Владивостока»           | 2010 год                       | Памятная медаль «150-летие Владивостока» относится к презентационным сувенирам Администрации города Владивостока. Памятная медаль вручалась в торжественной обстановке. Изготавливалась, как в виде настольной, так и в нагрудном варианте. Памятная медаль покрыта гальваническим золотом, подчёркивающим лазорево-зеленый фон гербового щита и красную Александровскую ленту. Круговой орнамент медали выполнен в виде якорной цепи. | О памятной медали «150-летие Владивостока» |
|                     | Памятный знак «Владивосток – город воинской славы» | 23 апреля 2012 года            | Памятным знаком «Владивосток — город воинской славы» награждаются: - лица, проявившие мужество, стойкость и героизм в борьбе за свободу и независимость России; - лица, внесшие своим трудом значительный вклад в развитие города Владивостока в сферах экономической, научно-технической, социально-культурной, общественно-политической жизни, строительного комплекса, жилищно-коммунального хозяйства, образования, здравоохранения, искусства, местного самоуправления, архитектуры и градостроительства; - лица, внесшие личный вклад в развитие культурных и внешнеэкономических связей, укрепление законности и правопорядка на территории города Владивостока. Указанные в последних двух пунктах лица, награждаются Знаком только при условии наличия стажа работы не менее 5 лет. | Постановление от 23 апреля 2012 года № 1559 «Об учреждении памятного знака „Владивосток — город воинской славы“» ---                            |
|                     | Памятный знак «155 лет городу Владивостоку»        | 3 декабря 2014 года            | Памятным знаком «155 лет городу Владивостоку» награждались члены общественных объединений, сотрудники организаций всех организационно-правовых форм, граждане за многолетний добросовестный труд, конкретный вклад в развитие отрасли, предприятия, активную и результативную профессиональную деятельность, а также граждане, внесшие вклад в развитие города Владивостока. Знаком также награждались и граждане иностранных государств. | Постановление администрации города Владивостока № 9745 от 3 декабря 2014 года «Об учреждении памятного знака „155 лет городу Владивостоку“» --- |
|                     | Памятный знак «160 лет городу Владивостоку»        | 12 сентября 2019 года          | Памятным знаком «160 лет городу Владивостоку» награждались члены общественных объединений, сотрудники организаций всех организационно-правовых форм, граждане за многолетний добросовестный труд, конкретный вклад в развитие отрасли, предприятия, активную и результативную профессиональную деятельность, а также граждане, внесшие вклад в развитие города Владивостока. Знаком также награждались и граждане иностранных государств. | Постановление главы города Владивостока № 3320 от 12 сентября 2019 года «Об учреждении памятного знака „160 лет городу Владивостоку“» ---       |

### Награды комитета по ЖКХ
| Изображение награды | Наименование награды                                                           | Дата учреждения | Правила награждения | Источник |
| ------------------- | ------------------------------------------------------------------------------ | --------------- | --- | --- |
|                     | Медаль «За безупречный труд»                                                   | 2007 год        | Медаль «За безупречный труд» учреждена в 2007 году для поощрения отличившихся работников НП Управляющая компания «Эгершельд» — лидера в сфере жилищно-коммунального хозяйства Приморья. Медалью награждаются высококвалифицированные работники компании, а также другие лица, внесшие значительный вклад в её развитие: - за многолетний безупречный труд и заслуги в области жилищно-коммунального хозяйства; - за разработку, освоение, внедрение современной техники и новейших технологий в ЖКХ; - за обеспечение надёжной безопасной эксплуатации объектов и оборудования; Медалью «За безупречный труд» награждаются работники, имеющие стаж работы в компании не менее 5 лет. Независимо от стажа работы награждаются за мужество и высокое профессиональное мастерство, проявленные при спасении человеческих жизней, объектов жилищно-коммунального хозяйства в сложных аварийных ситуациях. | Положение о памятном знаке "Медаль «За безупречный труд»" --- О медали «За безупречный труд» в энциклопедии Владивостока ---              |
|                     | Медаль «За добросовестный труд в ознаменование 150-летия Владивостока»         | 2010 год        | Медаль «За добросовестный труд в ознаменование 150-летия Владивостока» была учреждена для поощрения отличившихся работников НП Управляющая компания «Эгершельд» в канун 150-летнего юбилея столицы Приморья. Медалью награждались работники ЖКХ, проработавшие в компании не менее трёх лет и достигшие за время работы наилучших результатов в своей профессиональной деятельности. Вместе с медалью награждённым вручалось удостоверение установленного образца за подписью директора НП УК «Эгершельд» Глазунова В. В. | Положение о медали «За добросовестный труд в ознаменование 150-летия Владивостока»                                                        |
|                     | Медаль «За заслуги перед Дальневосточной энергетической управляющей компанией» | 2012 год        | Медалью «За заслуги перед Дальневосточной энергетической управляющей компанией» награждаются работники проработавшие на ОАО ДВЭУК более трёх лет, за особые заслуги перед компанией в деле повышения производительности труда, улучшения качества обслуживания населения, а также в административной и управленческой деятельности на благо компании. | Приказ Генерального директора «ОАО „ДВЭУК“» об учреждении медали «За заслуги перед Дальневосточной энергетической управляющей компанией». |
|                     | Медаль ВПЭС «За результативную работу в 2007 году»                             | 2007 год        | Медалью ВПЭС «За результативную работу в 2007 году» награждались работники МУПВ «Владивостокское предприятие электрических сетей (ВПЭС)» по итогам работы за 2007 год, за высокие достижения в повышении эффективности производства и обслуживания, улучшении качества производимых работ, за плодотворную профессиональную деятельность, проработавшие на предприятии не менее одного года. | Приказ Директора МУПВ ВПЭС об учреждении медали «За результативную работу в 2007 году».                                                   |